# アメリカ陸軍
アメリカ陸軍（アメリカりくぐん、英: United States Army, USA, U.S. Army）は、アメリカ合衆国の軍隊であるアメリカ軍の6つの軍種の1つ。アメリカ合衆国に8個ある武官組織の1つ。

## 概要
陸軍組織として、陸上兵力を受け持っており、アメリカ軍内では、最大規模を有する。2020年度の常備軍（USA）の兵力は480,893人、陸軍州兵（ARNG）は336,129人、陸軍予備役（USAR）は188,703人であり、総兵力は1,005,725人とされている。軍政組織は、国防総省内の陸軍省(Department of the Army)の管轄となっている。陸軍省は文民である陸軍長官(Secretary of the Army)が指揮する。陸軍内の最高位の軍人は、アメリカ陸軍参謀総長(Chief of Staff of the United States Army)であり、統合参謀本部のメンバーともなっている。
アメリカ陸軍の起源は、アメリカ独立戦争（1775年 - 1783年）以前に組織された大陸軍にある。大陸軍は1783年に解散したが、小規模ながら常備兵力が設置され、1796年にアメリカ陸軍の名称となった。陸軍は、自らを大陸軍の後継と考えているため、発足年は1775年としている。
合衆国法典第10編第7062条 10 U.S.C. § 7062によれば、アメリカ陸軍の任務は、アメリカ合衆国とその関連領域の平和と安全のために防衛し、国家政策を支援し、国家目標の遂行に努め、アメリカ合衆国に対する侵略行為を打倒することにある。
モットーは“en:This We'll Defend”（これを我々は守る）。

## 歴史
アメリカ陸軍はアメリカ独立戦争のためにアメリカ合衆国建国の前の1775年6月14日に大陸会議の決議によって、イギリス軍に対抗するため組織された大陸軍を起源としている。大陸軍はアメリカ13植民地の統一された命令系統を持ち、独立戦争の全期間を通じてジョージ・ワシントンがその総司令官を務めた。大陸軍の行動ははじめ武器、食料の不足などで苦戦したが、各植民地の民兵隊やその管制下に残されていた部隊の支援とさらにヨーロッパ諸国からも支援も得て、独立戦争に勝利しパリ講和条約によって13植民地はアメリカ合衆国として正式に独立を認められた。パリ講和条約締結後ウエストポイントと幾つかの辺境の前哨基地に小さな地域軍隊が残されたのみで、1783年11月3日、ほとんどの大陸軍部隊は解散されたが、1784年6月3日の大陸会議の決議によってアメリカ陸軍が結成された。
2025年6月14日、陸軍創設250年を記念する軍事パレードが首都ワシントンで行われた。大規模な軍事パレードが首都で行われるのは34年ぶりとなる。

## 構成
アメリカ陸軍は下記3兵種から構成される。アメリカ陸軍の兵員は“Soldier”と呼ばれる。
- 常備軍（現役兵）
- 予備軍（予備役兵）
- 州兵（現役兵及び予備役兵）

上記3つの要素は、全て第一次世界大戦からアメリカが関わった全戦争に参加した。予備軍および州兵の使用権はベトナム戦争の後に強められた。予備軍および州兵の部隊は、湾岸戦争（コソボ紛争における平和維持活動）および2003年のイラク戦争に参加した。2017年4月現在約46万人、予備役約53万人が所属。

### 編制
アメリカ合衆国憲法の規定により、アメリカ陸軍の編成権及び統轄及び規律に関する規則を定める権限は、アメリカ合衆国議会にある。アメリカ陸軍は大まかに以下の編制からなる。コマンドもよく用いられるが、さまざまな規模であるため特定の階梯にはない。
1. 総軍 -　陸軍総軍（Army Forces Command）が存在する。主要司令部の一つ。 緊急即応・戦略予備部隊と陸軍予備軍・州兵部隊の管理を任務とするフォース・プロバイダーである。
2. 軍集団（Army Group） - 必要に応じて編成する。
3. 軍（Army） - 軍と訳す。軍政上は方面部隊を維持管理する。指揮官は中将。
4. 軍団（Corps） - 通常2個師団以上からなる。現在第1軍団、第3軍団、第18空挺軍団、化学軍団(化学隊)(英語版)などの軍団がある。戦域と任務が指定されていて指揮官は中将。
5. 師団（Division） - 現在、アメリカ軍の師団は通常3個以上の旅団戦闘団と、航空旅団、火力旅団などの支援部隊から成る。指揮官は少将。
6. 旅団（Brigade）、群（group） - 21世紀の米軍再編では旅団規模での独立行動を可能とし、小規模（旅団単独）から中規模（数個旅団編成・師団への統合も含む）までの武力衝突への対応へ取り回しの効く実戦部隊が目指された。同再編では重旅団戦闘団、ストライカー旅団戦闘団、歩兵旅団戦闘団などの旅団戦闘団が編成された。指揮官は大佐、まれに准将。旅団も群も通常複数の大隊からなる。
7. 連隊（Regiment）- いくつかの例外を除いて現在使われていない単位である。また旅団戦闘団と同一の編制であるが伝統上の理由から騎兵連隊の名称を用いている部隊がある。
8. 大隊（Battalion, Squadron） - 歩兵、砲兵および機甲部隊の場合 Battalion、騎兵部隊の場合 Squadron の名称で大隊は編成される。大隊クラスの部隊は中佐が指揮をとる。
9. 中隊（Company, Battery, Troop） - 大部分の兵科では Company、砲兵の場合は Battery、騎兵部隊の場合は Troop の名称で中隊は編成される。中隊クラスの部隊は通常、大尉が指揮をとる。
10. 小隊（Platoon） - 通常、中尉あるいは少尉が指揮をとる。
11. 分隊（Squad）、班（Section） - 分隊以下はアメリカ陸軍の分隊編制も参照すること。
12. 操作班（Crew）、射撃班（Fire Team）

### 戦闘部隊と戦闘支援部隊
軍は任務によって編制される。
- 戦闘部隊は歩兵部隊、機甲部隊、騎兵部隊[注 1]および特殊部隊から成る。
- 戦闘支援部隊は砲兵隊、航空隊、工兵隊、補給部隊、軍医部隊、輸送部隊、補給隊、高級副官団、通信隊からなる。支援部隊には法務部を含む。
- 特殊部隊にはアメリカ特殊作戦軍傘下のアメリカ陸軍特殊作戦コマンドがある。

## 組織

### 司令部
アメリカ合衆国陸軍省本部 (HQDA)
| 主要コマンド                                                                      |
| --------------------------------------------------------------------------------- |
| アメリカ陸軍総軍 (FORSCOM)                                                        |
| アメリカ陸軍将来コマンド (AFC)                                                    |
| アメリカ陸軍資材コマンド (AMC)                                                    |
| アメリカ陸軍訓練教義コマンド (TRADOC)                                             |
| 陸軍統合軍構成コマンド                                                            |
| アメリカ中央陸軍 (ARCENT)/第3軍                                                   |
| アメリカ欧州・アフリカ陸軍                                                        |
| アメリカ北方陸軍 (ARNORTH)/第5軍                                                  |
| アメリカ太平洋陸軍 (USARPAC)                                                      |
| アメリカ南方陸軍 (ARSOUTH)/第6軍                                                  |
| 軍事前方展開・分布コマンド (SDDC)                                                 |
| アメリカ陸軍サイバーコマンド (ARCYBER)                                            |
| アメリカ陸軍宇宙・ミサイル防衛コマンド/アメリカ陸軍戦略コマンド (USASMDC/ARSTRAT) |
| アメリカ陸軍特殊作戦コマンド (USASOC)                                             |
| 作戦コマンド                                                                      |
| 第8軍 (EUSA)                                                                      |
| 直轄コマンド                                                                      |
| アーリントン国立墓地・兵士及び航空兵国立墓地                                      |
| アメリカ陸軍取得支援センター (USAASC)                                             |
| アメリカ陸軍文官人事局 (CHRA)                                                     |
| アメリカ陸軍工兵司令部 (USACE)                                                    |
| アメリカ陸軍犯罪捜査局 (USACID)                                                   |
| アメリカ陸軍人事コマンド (HRC)                                                    |
| アメリカ陸軍情報保全コマンド (INSCOM)                                             |
| アメリカ陸軍衛生コマンド (MEDCOM)                                                 |
| アメリカ陸軍ワシントン軍管区 (MDW)                                                |
| アメリカ陸軍試験・評価コマンド (ATEC)                                             |
| アメリカ陸軍戦略大学 (AWC)                                                        |
| 陸軍士官学校 (USMA)                                                               |

### 指揮・統制

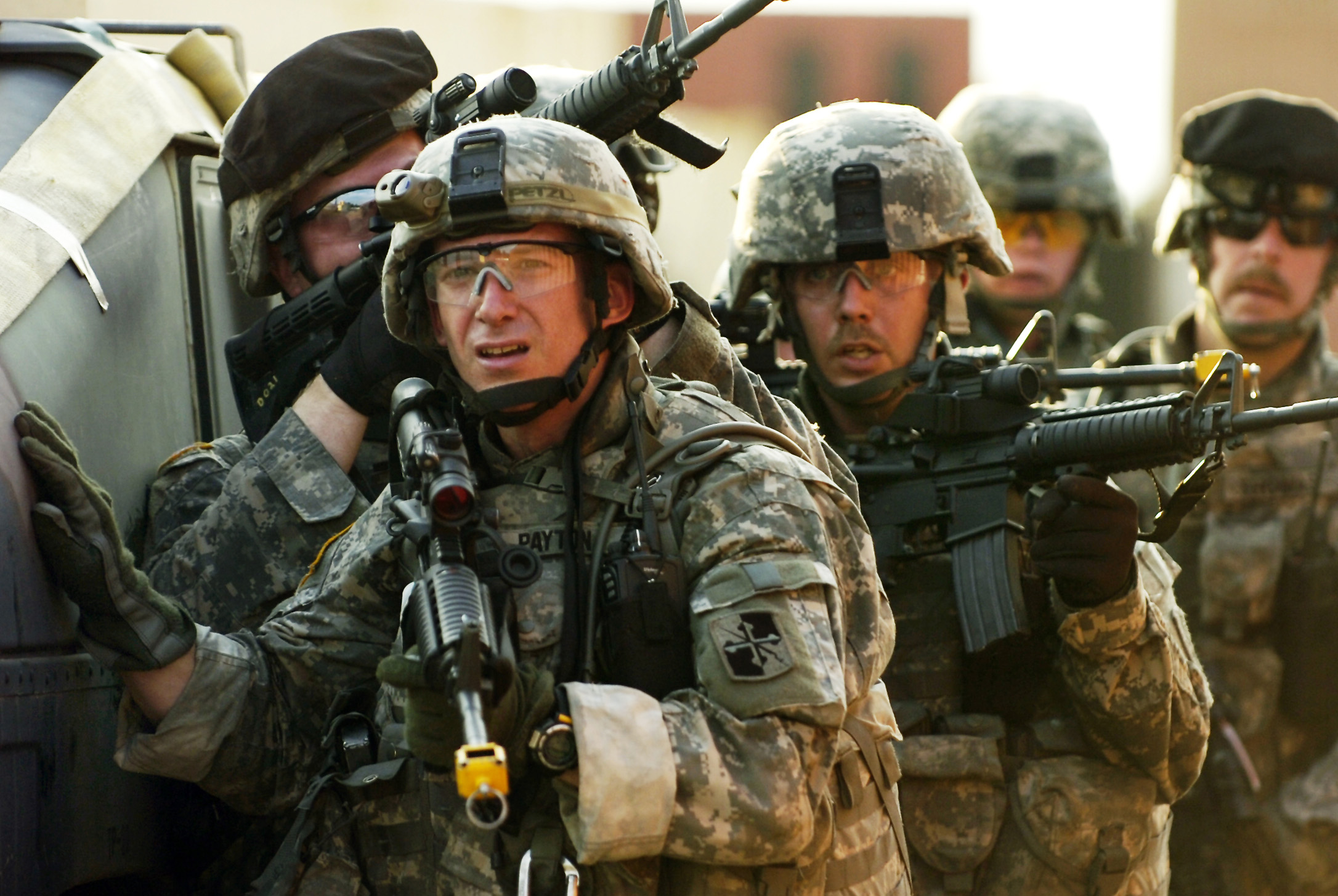
メリーランド州兵の陸軍第175歩兵連隊第1大隊の兵士。ニュージャージー州フォートディックスの模擬都市バラドで陸軍予備役訓練評価プログラムの一環として行われる都市警戒及び捜索演習を実施中。

アメリカ陸軍は、現役、陸軍州兵、陸軍予備役の3つの要素から構成されている。陸軍州兵と陸軍予備役は、いずれも予備役であり、主に月に一度訓練するパートタイムの兵士(戦闘集会や部隊訓練集会(unit training assemblies、UTAs))で構成され、その他に年に一度、2～3週間の年次訓練を実施している。現役と陸軍予備役は合衆国法典第10編で編制され、陸軍州兵は合衆国法典第32編で編制されている。陸軍州兵は、アメリカ陸軍の一部として組織され、訓練され、装備を保有しているが、連邦軍に編入されていない時は州知事や州副知事の指揮下にある。しかしコロンビア特別区陸軍州兵は例外として、連邦軍に編入されていなくても、ワシントンD.C.市長ではなく、大統領の指揮下にある。陸軍州兵の一部又は全部は、大統領令によって、州知事の指揮下から連邦軍に編入することができる。

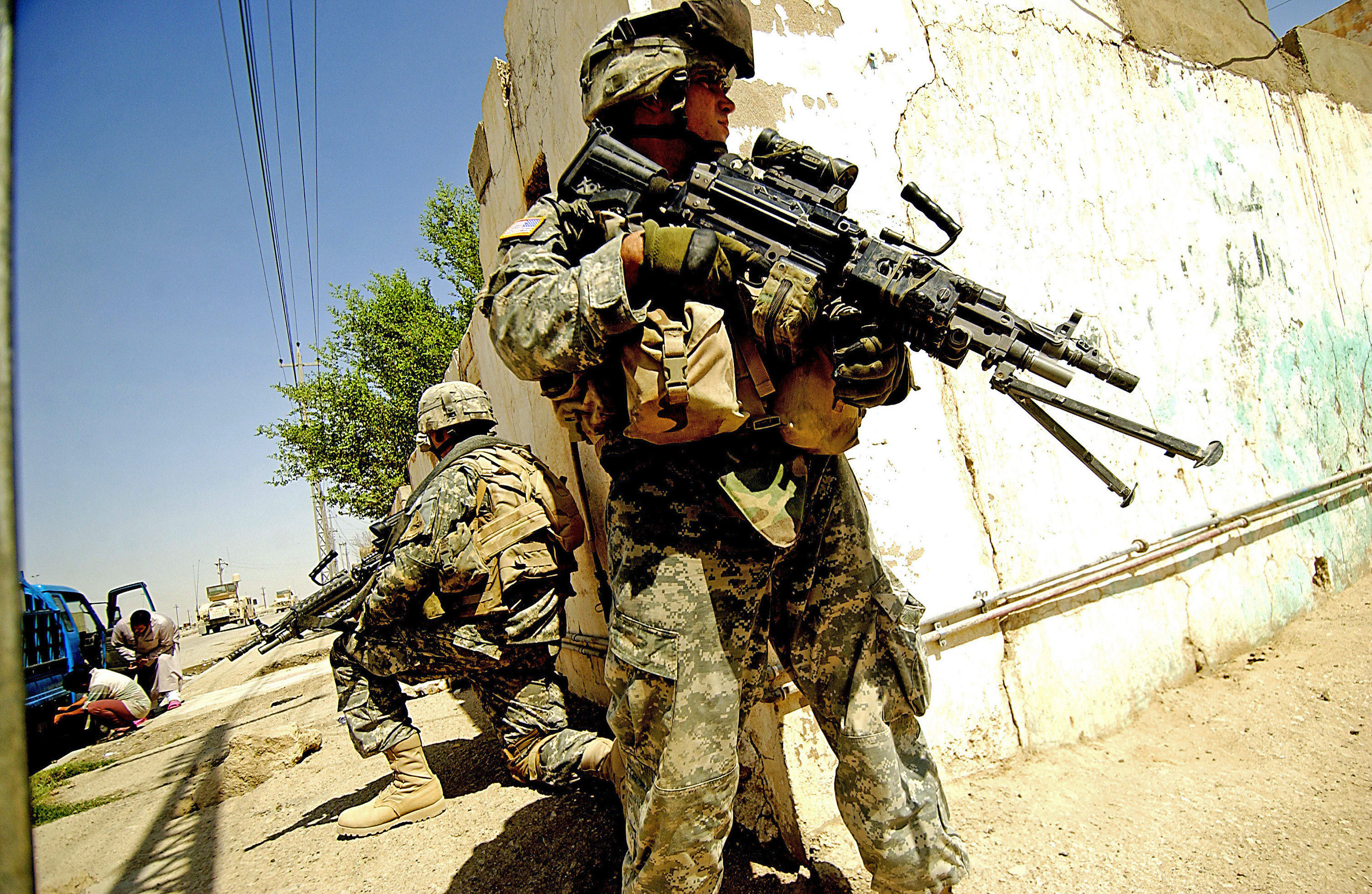
イラクのラマーディーで徒歩パトロール中に壁際で警戒する第6歩兵連隊の兵士

アメリカ陸軍は、国防長官の権限、指示、管理の下で、陸軍の全ての業務を遂行するための法定権限を有する陸軍長官の統制下にある。陸軍の最高位の軍人はアメリカ陸軍参謀総長であり、陸軍長官の主たる軍事顧問であり執行代理人となる。またアメリカ統合参謀本部のメンバーとして、他の軍種の参謀総長等と共に統合参謀本部議長及び統合参謀本部副議長の指導の下、運用上の軍事問題について大統領、国防長官、国家安全保障会議の軍事顧問となる。1986年のゴールドウォーター＝ニコルズ法によって、アメリカ軍の作戦管理権は、大統領から国防長官を通じて、機能別または地域別に組織された統合軍の司令官が実施することとされたため、各省の長官(陸軍長官、海軍長官、空軍長官)及び各軍種の参謀総長等は、組織管理権に限定され、それぞれ軍の部隊を整理、訓練、装備する責任のみを負う。陸軍は、国防長官の指示に従って、統合軍の任務に従事させるために部隊を訓練し、提供する。

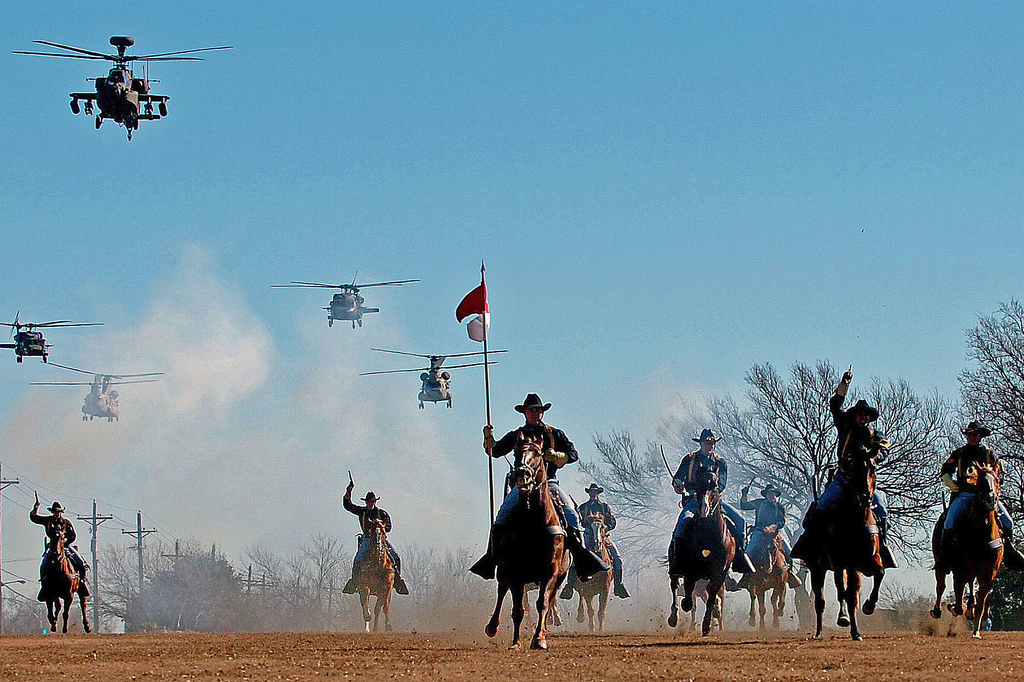
乗馬分遣隊と模擬突撃展示を実施する第1騎兵師団の戦闘航空旅団

2013年現在、陸軍は6個の地域的統合軍(CCMD)に対応する、6個の地理的司令部に整理されている。
- アメリカ中央陸軍、司令部：サウスカロライナ州ショー空軍基地
- アメリカ北方陸軍、司令部：テキサス州フォートサムヒューストン
- アメリカ南方陸軍、司令部：テキサス州フォートサムヒューストン
- アメリカ欧州陸軍、司令部：ドイツ連邦共和国ヴィースバーデン=エルベンハイムルシウス・D・クレイ・カゼルン
- アメリカ太平洋陸軍、司令部：ハワイ州フォート・シャフター
- アメリカアフリカ陸軍、司令部：イタリア共和国ヴィチェンツァ

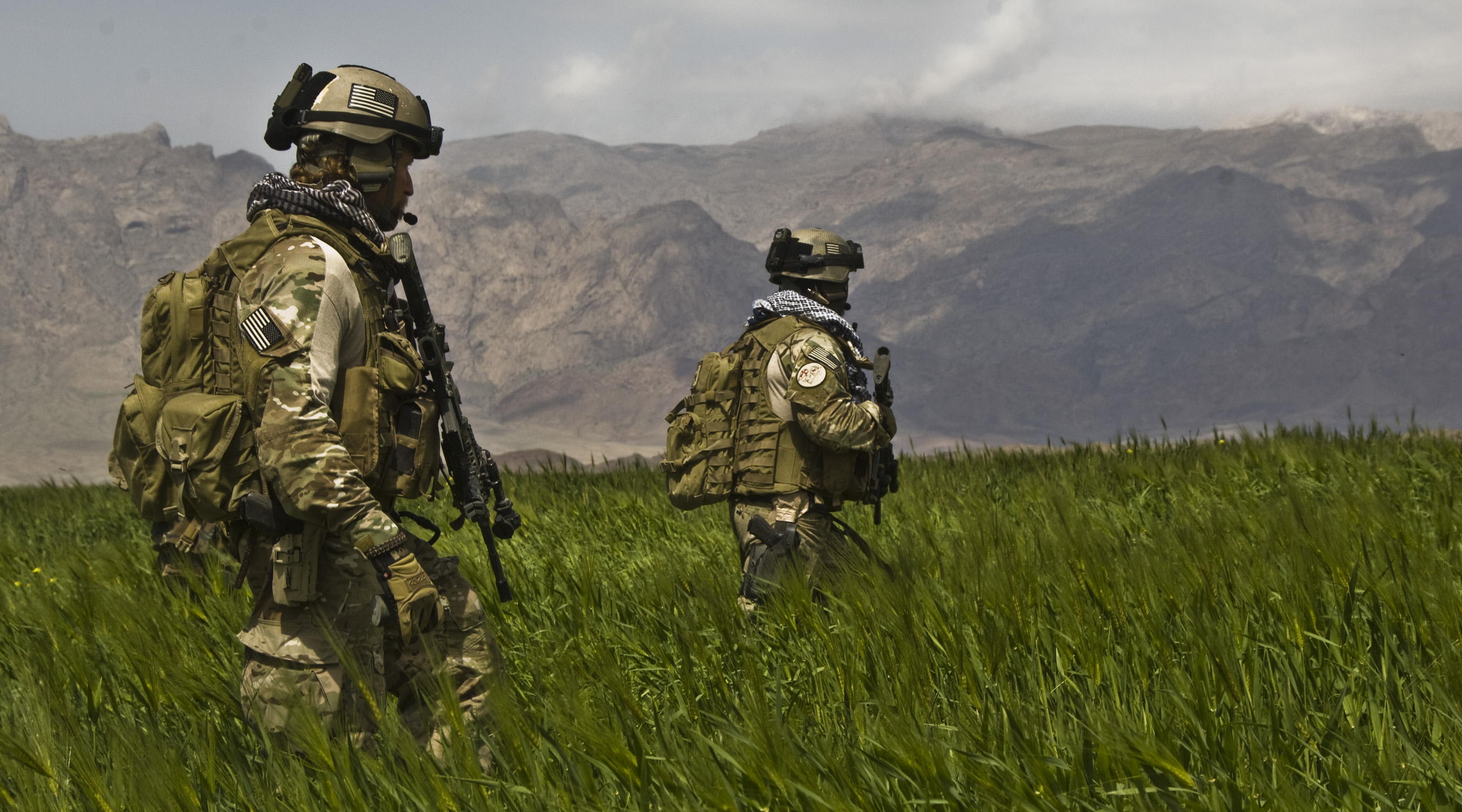
アフガニスタンのファラにあるグリスタン地区の野原をパトロールしている第3特殊部隊グループ所属の陸軍兵士

陸軍は、その基本部隊を師団から旅団に変更した。師団の組織は維持されているが、師団司令部は特定の旅団だけではなく、全ての旅団を指揮することができる。この計画の核心は、各旅団がモジュール式(同じタイプの旅団は全て同じ組織である。)であり、従って、どの師団がどの旅団を指揮しても問題なく運用可能となる。2013年時点で旅団は、次の3つのタイプの旅団戦闘団が定義されてる。
- 機甲旅団戦闘団、2014年時点で4,743名の兵力を有する。
- ストライカー旅団戦闘団、2014年時点で4,500名の兵力を有する。
- 歩兵旅団戦闘団、2014年時点で4,413名の兵力を有する。

更に、戦闘支援と後方支援のためのモジュラー旅団が編制されている。戦闘支援旅団には、重航空部隊と軽航空部隊から編制される戦闘航空旅団、砲兵旅団(現在は師団砲兵隊に改編)、戦場監視旅団が組織されている、後方支援旅団には維持旅団が該当し、いくつかの種類が存在し、軍隊の標準的な後方支援を担当している。

### 戦闘部隊
アメリカ陸軍は、現在11個の現役師団と1個の展開可能な師団司令部(第7歩兵師団)及び独立部隊で編制されている。アメリカ陸軍の組織は、数年間にわたり軍拡傾向にあったが、現在は縮小傾向にある。2013年6月、陸軍は2015年までに32個旅団戦闘団、現役兵力49万人までに縮小する計画を発表している。アメリカ陸軍参謀総長レイモンド・オディエルノ大将は、更に2018年までに現役兵力45万人、陸軍州兵33万5,000人、予備役19万5,000人に縮小すると発表した。しかし、この計画はドナルド・トランプ大統領により破棄され、2017年10月までに現役兵力を16,000人に増員し、合計47万6,000人とする計画を発表した。州兵と陸軍予備役も、小幅な増員をすると見られる。
陸軍州兵と陸軍予備役は、8個師団と27個旅団戦闘団、複数の戦闘支援及び戦闘業務支援部隊、独立大隊(騎兵、歩兵、砲兵、航空、工兵、支援)によって組織されている。特に心理戦や民事作戦を実施する部隊は、事実上全て陸軍予備役で編制されている。
 アメリカ陸軍総軍 (FORSCOM)
| 直轄部隊                           |
| ---------------------------------- |
| 第1軍団                            |
| 第3軍団                            |
| 第5軍団                            |
| 第18空挺軍団                       |
| 第1軍                              |
| アメリカ陸軍予備役コマンド         |
| 治安部隊支援コマンド               |
| 第20CBRNEコマンド                  |
| 第32陸軍航空・ミサイル防衛コマンド |
| アメリカ陸軍航空管制業務コマンド   |

| 現役部隊      | 現役部隊                       |
| 部隊名        | 上位部隊                       |
| ------------- | ------------------------------ |
| 第1機甲師団   | 第3軍団                        |
| 第1騎兵師団   | 第3軍団                        |
| 第1歩兵師団   | 第3軍団                        |
| 第2歩兵師団   | 第1軍団 (CONUS) 第8軍 (OCONUS) |
| 第3歩兵師団   | 第18空挺軍団                   |
| 第4歩兵師団   | 第3軍団                        |
| 第7歩兵師団   | 第1軍団                        |
| 第10山岳師団  | 第18空挺軍団                   |
| 第11空挺師団  | 第1軍団                        |
| 第25歩兵師団  | 第1軍団                        |
| 第82空挺師団  | 第18空挺軍団                   |
| 第101空挺師団 | 第18空挺軍団                   |
| 第2騎兵連隊   | アメリカ欧州・アフリカ陸軍     |
| 第3騎兵連隊   | 第3軍団                        |
| 第173空挺旅団 | アメリカ欧州・アフリカ陸軍     |

| 州兵部隊     | 州兵部隊                                                                                     | 州兵部隊 |
| 部隊名       | 位置                                                                                         |          |
| ------------ | -------------------------------------------------------------------------------------------- | -------- |
| 第28歩兵師団 | ペンシルバニア州、オハイオ州、メリーランド州                                                 |          |
| 第29歩兵師団 | バージニア州、メリーランド州、ノースカロライナ州、フロリダ州                                 |          |
| 第34歩兵師団 | ミネソタ州、ウィスコンシン州、アイオワ州、アイダホ州                                         |          |
| 第35歩兵師団 | カンザス州、ミズーリ州、イリノイ州、オクラホマ州、ジョージア州、アーカンソー州、ネブラスカ州 |          |
| 第36歩兵師団 | テキサス州、ルイジアナ州、ミシシッピ州                                                       |          |
| 第38歩兵師団 | インディアナ州、ミシガン州、オハイオ州、テネシー州                                           |          |
| 第40歩兵師団 | アリゾナ州、カリフォルニア州、ハワイ州、オレゴン州、ワシントン州                             |          |
| 第42歩兵師団 | ニューヨーク州、ニュージャージー州、バーモント州                                             |          |

### 特殊作戦部隊
アメリカ陸軍特殊作戦コマンド (USASOC)
| 部隊名                                              |
| --------------------------------------------------- |
| 第1特殊部隊コマンド                                 |
| アメリカ陸軍特殊作戦航空コマンド                    |
| 第75レンジャー連隊                                  |
| ジョン・F・ケネディ特殊戦センター・アンド・スクール |
| デルタフォース                                      |

## 装備品

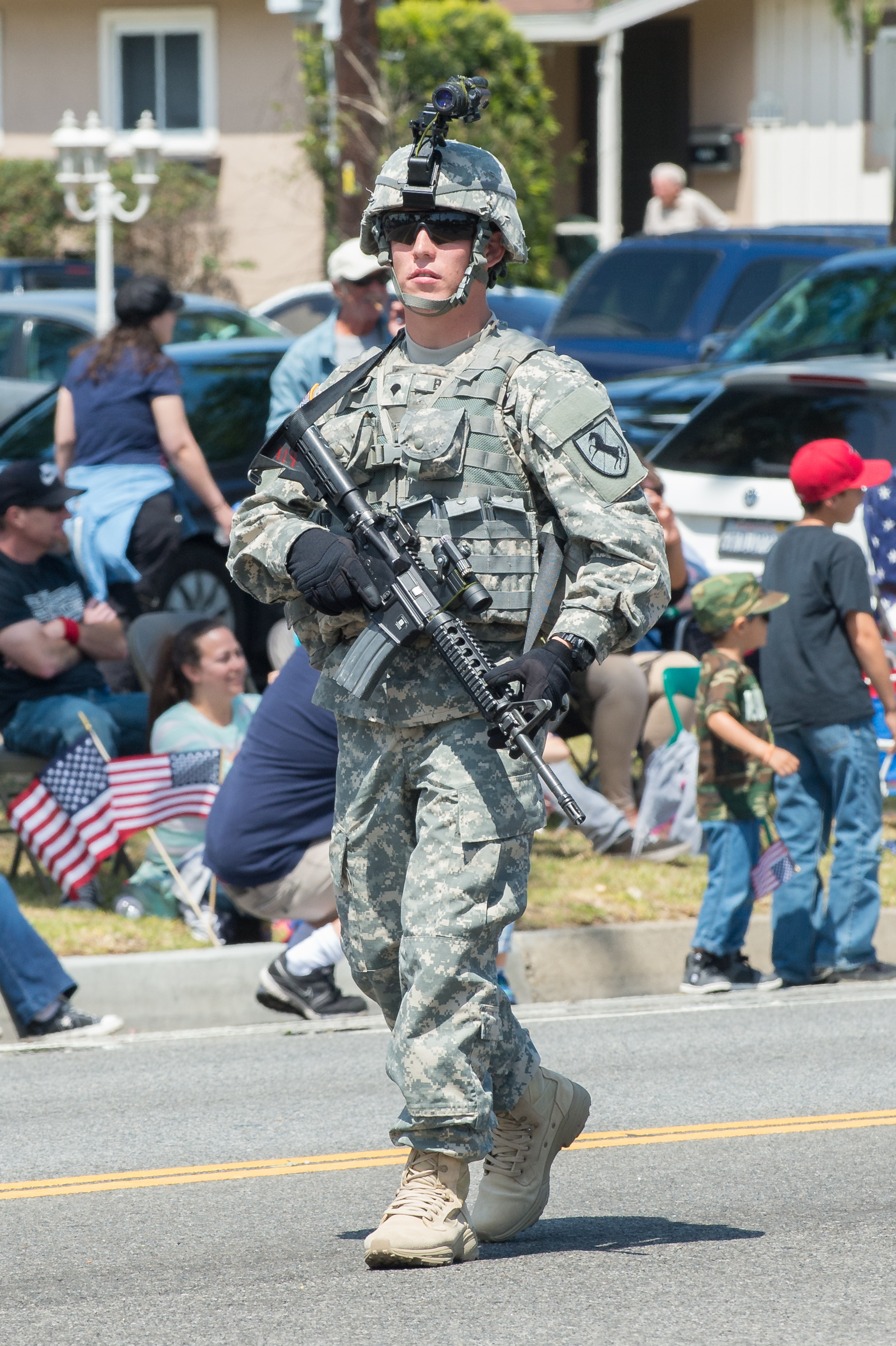
アメリカ陸軍の一般的な歩兵の装備（2015年5月16日撮影）
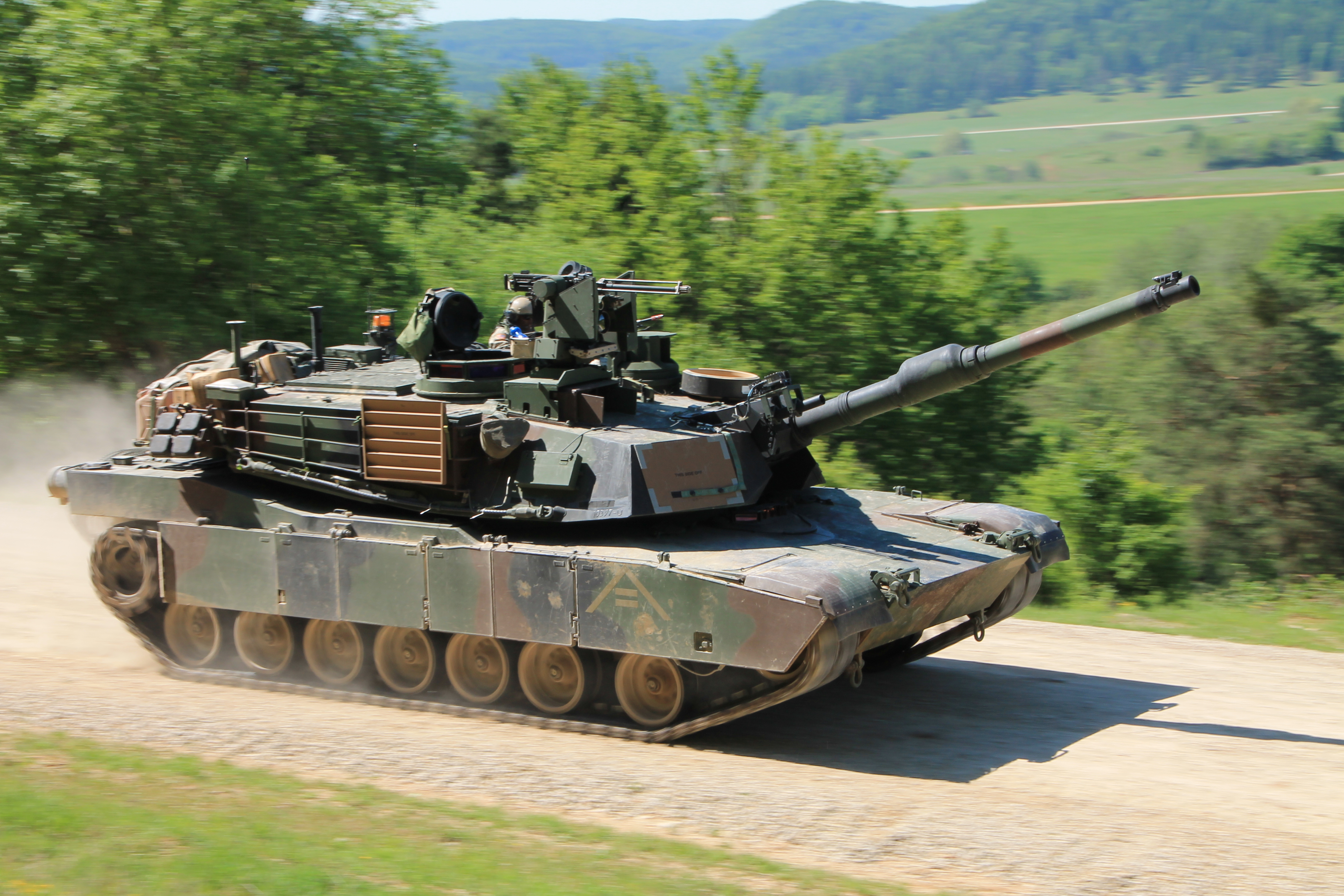
M1エイブラムス
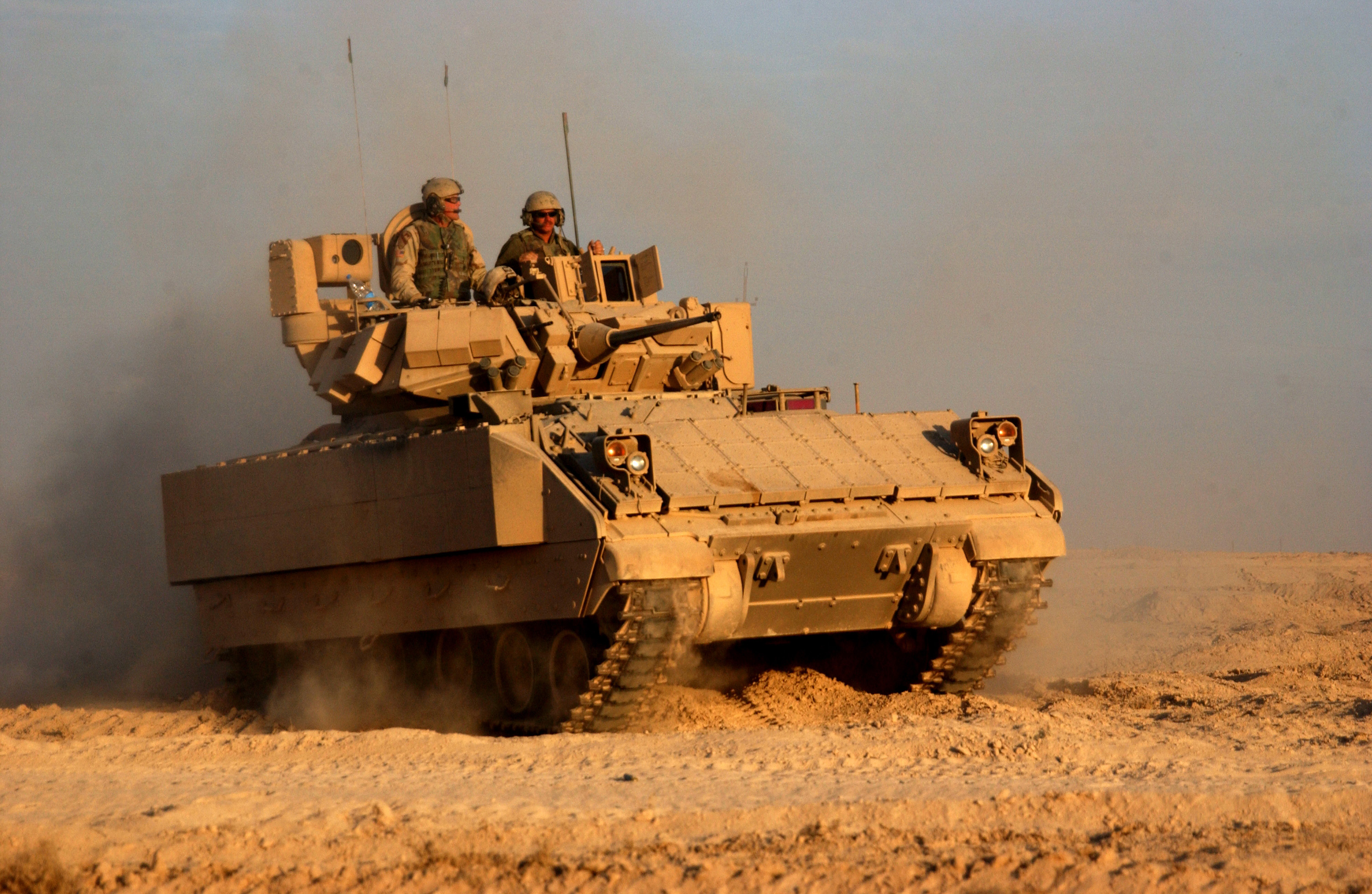
M2ブラッドレー

## 兵科
- 歩兵科（Infantry Branch）
- 工兵科（Corps of Engineers）
- 野戦砲兵科（砲兵科、Field Artillery Branch）
- 防空砲兵科（Air Defense Artillery Branch）
- 機甲科（Armor Branch）
- 武器科（Ordnance Corps）
- 憲兵科（Military Police Corps）
- 通信科（Signal Corps）
- 航空科（Aviation Branch
- 化学科（Chemical Corps）
- 輸送科（Transportation Corps）
- 需品科（Quartermaster Corps）
- 兵站科（Logistics Branch）
- 総務科（Adjutant General's Corps）
- 調達科（Acquisition Corps）
- 財務科（Finance Corps）
- 監察科（Inspector General's Corps）
- 法務科（Judge Advocate General's Corps）
- 民事活動科（Civil Affairs Corps）
- 衛生科（Medical Corps）
- 衛生業務科（Medical Service Corps）
- 専門医科（Medical Specialist Corps）
- 歯科医科（Dental Corps）
- 獣医科（Veterinary Corps）
- 看護科（Nurse Corps）
- 情報科（Military Intelligence Corps）
- 軍楽科（Army Band）
- 牧師科（Chaplain Corps）
- 特殊部隊群（Special Forces）
- 心理作戦科（Psychological operations）
- サイバー科（Cyber Branch）

## 階級
士官
| 給与等級        | O-1                    | O-2                   | O-3          | O-4        | O-5                     | O-6          | O-7                    | O-8                | O-9                     | O-10         | Special                  |
| --------------- | ---------------------- | --------------------- | ------------ | ---------- | ----------------------- | ------------ | ---------------------- | ------------------ | ----------------------- | ------------ | ------------------------ |
| 階級章          |                        |                       |              |            |                         |              |                        |                    |                         |              |                          |
| 名称            | 少尉 Second Lieutenant | 中尉 First Lieutenant | 大尉 Captain | 少佐 Major | 中佐 Lieutenant Colonel | 大佐 Colonel | 准将 Brigadier General | 少将 Major General | 中将 Lieutenant General | 大将 General | 元帥 General of the Army |
| 略称            | 2LT                    | 1LT                   | CPT          | MAJ        | LTC                     | COL          | BG                     | MG                 | LTG                     | GEN          | GA                       |
| NATO 階級コード | OF-1                   | OF-1                  | OF-2         | OF-3       | OF-4                    | OF-5         | OF-6                   | OF-7               | OF-8                    | OF-9         | OF-10                    |
|                 |                        |                       |              |            |                         |              |                        |                    |                         |              |                          |

准士官
| 給与等級        | W-1                     | W-2                               | W-3                               | W-4                               | W-5                               |
| --------------- | ----------------------- | --------------------------------- | --------------------------------- | --------------------------------- | --------------------------------- |
| 階級章          |                         |                                   |                                   |                                   |                                   |
| 名称            | 准尉1 Warrant Officer 1 | 上級准尉2 Chief Warrant Officer 2 | 上級准尉3 Chief Warrant Officer 3 | 上級准尉4 Chief Warrant Officer 4 | 上級准尉5 Chief Warrant Officer 5 |
| 略称            | WO1                     | CW2                               | CW3                               | CW4                               | CW5                               |
| NATO 階級コード | WO-1                    | WO-2                              | WO-3                              | WO-4                              | WO-5                              |

下士官・兵
| 給与等級                                                                                    | E-1        | E-2     | E-3                 | E-4        | E-4      | E-5      | E-6            | E-7                  | E-8             | E-8            | E-9            | E-9                    | E-9                        | E-9                                     |
| ------------------------------------------------------------------------------------------- | ---------- | ------- | ------------------- | ---------- | -------- | -------- | -------------- | -------------------- | --------------- | -------------- | -------------- | ---------------------- | -------------------------- | --------------------------------------- |
| 階級章                                                                                      | 階級章無し |         |                     |            |          |          |                |                      |                 |                |                |                        |                            |                                         |
| 名称                                                                                        | 二等兵     | 一等兵  | 上等兵              | 特技兵     | 伍長     | 三等軍曹 | 二等軍曹       | 一等軍曹             | 曹長            | 先任曹長       | 上級曹長       | 最上級曹長             | 陸軍最先任上級曹長         | 統合参謀本部最先任下士官                |
|                                                                                             | Private    | Private | Private First Class | Specialist | Corporal | Sergeant | Staff Sergeant | Sergeant First Class | Master Sergeant | First Sergeant | Sergeant Major | Command Sergeant Major | Sergeant Major of the Army | Senior Enlisted Advisor to the Chairman |
| 略称                                                                                        | PVT ¹      | PV2 ¹   | PFC                 | SPC ²      | CPL      | SGT      | SSG            | SFC                  | MSG             | 1SG            | SGM            | CSM                    | SMA                        | SEAC                                    |
| NATO 階級コード                                                                             | OR-1       | OR-2    | OR-3                | OR-4       | OR-4     | OR-5     | OR-6           | OR-7                 | OR-8            | OR-8           | OR-9           | OR-9                   | OR-9                       | OR-9                                    |
| ¹ PVTの略称は二等兵・一等兵の両方に使われる。 ² 特技兵のためにSP4の略称も使われることがある |            |         |                     |            |          |          |                |                      |                 |                |                |                        |                            |                                         |